# Le vergini suicide
Le vergini suicide è un romanzo scritto da Jeffrey Eugenides, pubblicato nel 1993.

## Trama
Il romanzo, attraverso un narratore collettivo che si fa portavoce di un gruppo di ragazzi, racconta a vent'anni di distanza la vicenda delle cinque giovani sorelle Lisbon, oggetto proibito della loro adolescenza. Le ragazze sono avvolte in un'aura di mistero che la tragica fine comune - tutte si tolgono la vita nel giro di un anno - ha fissato per sempre. Nella memoria di questi loro spasimanti, divengono il simbolo della possibilità perduta di avere un fremito in un mondo ordinario degli Stati Uniti d'America suburbani degli anni settanta.

## Trasposizioni cinematografiche
Dal romanzo è stato tratto un film da Sofia Coppola, dal titolo Il giardino delle vergini suicide.

## Edizioni
- Jeffrey Eugenides, Le vergini suicide, traduzione di Cristina Stella, collana Piccola Biblioteca Oscar Mondadori, Mondadori, 2003,  p. 266, ISBN 88-04-45993-X.